# Sunshine (2007)
Sunshine é um filme britano-estadunidense de 2007, dos gêneros ficção científica e suspense, dirigido por Danny Boyle e escrito por Alex Garland sobre uma tripulação de uma nave espacial em uma perigosa missão para o Sol. Em 2057, com a Terra em perigo devido ao Sol agonizante, uma tripulação é enviada para reiniciar o Sol com uma enorme bomba estelar, um dispositivo nuclear com massa equivalente a ilha de Manhattan. A tripulação é formada por um elenco consistindo de Cillian Murphy, Chris Evans, Rose Byrne, Michelle Yeoh, Cliff Curtis, Troy Garity, Hiroyuki Sanada, Benedict Wong e Mark Strong.

## Sinopse
Em 2057, o Sol corre o risco de desaparecer e, caso isto ocorra, será o fim de toda a humanidade. A última esperança é a nave espacial Icarus II e sua tripulação de 8 pessoas, que transporta uma bomba atômica do tamanho da ilha de Manhattan, que teoricamente revitalizará o Sol.

## Elenco

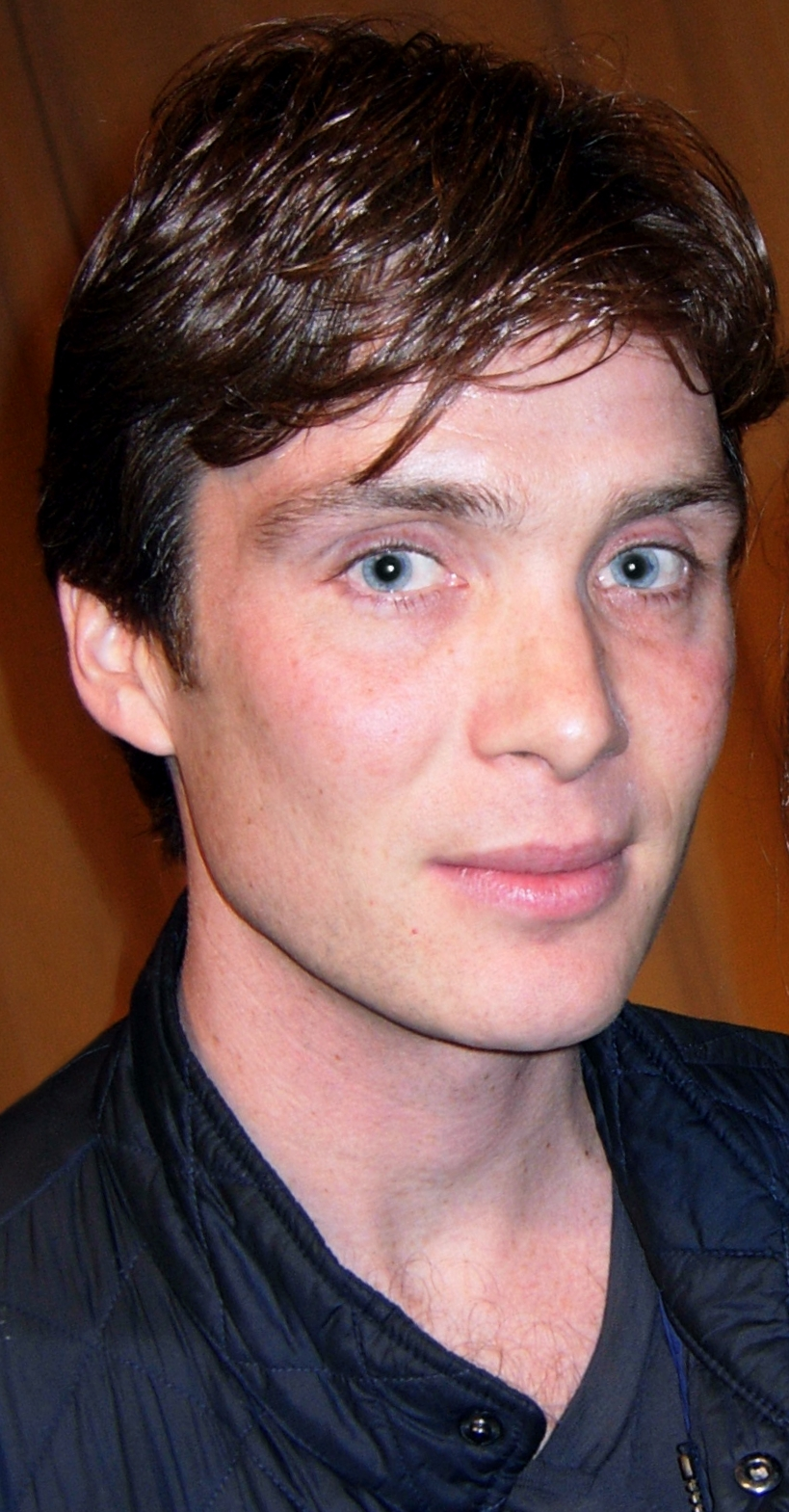
Ator Cillian Murphy que interpretou o físico Robert Capa

- Cillian Murphy como Robert Capa, o físico que opera a bomba-estelar massiva. Murphy descreveu o personagem como silent outsider, pelo fato de que Capa é o único que entendeu a operação e a verdadeira escala da bomba-estelar.[7] Murphy trabalhou com o físico Brian Cox,[8] que disse que a performance de Murphy é “brilhante” e “uma grande interpretação de um físico”,[9] para saber mais sobre físicos avançados, foi ao CERN para aprender a copiar os maneirismos dos físicos.[10] O ator estudou o thriller O Salário do Medo (1953) com Boyle para entender o tipo de suspense que Boyle pretendia criar no filme.[11] Murphy disse que o envolvimento no filme o levou a mudar sua visão religiosa do Agnosticismo para o Ateísmo.[10][12]
- Chris Evans como Mace, o engenheiro. Evans descreveu o personagem como de uma família militar. Mace tem uma personalidade complicada moralmente. Evans disse, "[Ele] tem um bom nível na cabeça para operar em situações de pressão."[13]
- Rose Byrne como Cassie, piloto na nave espacial. Byrne foi escolhida pelo diretor por sua aparição em Troia (2004).[14] Byrne descreveu Cassie com o membro mais “emocional” da tripulação, "[usando] seu coração em sua manga". Byrne considerou que o papel de Cassie entre a tripulação era a de possuir um temperamento tranquilo que a ajuda a suportar a viagem.[13]
- Michelle Yeoh como Corazon, a bióloga que cuida do “jardim de oxigênio da nave”. Boyle colocou Yeoh no elenco baseando em sua interpretação em 007 - O Amanhã nunca Morre (1997) ,[13] e Memórias de uma Gueixa (2005).[15]  Yeoh descreveu a personagem como muito espiritual, explicando Corazon como "de influência asiática e bem cercada por coisas orgânicas – ela é bem pé no chão e bem mais na terra".[16] Ela fica emocionalmente devastada pela destruição do jardim de oxigênio,  tornando-a uma personagem fria e clinica pelo resto do filme.
- Cliff Curtis como Searle, doutor e psicólogo da nave. Ele é obcecado pelo Sol e como ele pareceria sem nenhum tipo de proteção. Searle foi originalmente escrito como um personagem inglês "slightly stiff".[13] Curtis escreveu sobre o script e expressando interesse em trabalhar com o diretor.[17] Boyle era familiar com Curtis por Training Day (2001) e Encantadora de Baleias (2002), a audição de Curtis apelou fortemente para Boyle deixar que ele interpretasse Searle.[13] Curtis fez uma aproximação exotérica com seu personagem, mas ele puxou uma aproximação militar e científica levando em conta a seriedade da missão. O ator comparou Searle com Pinbacker, notando as semelhanças e diferenças "[Searle] pode sacrificar suas crenças e visões, sua vida, por um bem maior, enquanto Pinbacker pode colocar suas crenças em cima, sacrificando o mundo por elas."[17]
- Troy Garity como Harvey, oficial de comunicação e segundo no comando. Garity previamente trabalhou como não creditado com Boyle, mas o diretor impressionado o colocou no elenco. Garity descreveu Harvey como o único da tripulação que deixou sua família na Terra e tenta esconder o fato.[13]
- Hiroyuki Sanada como Kaneda, capitão da nave. O roteiro tinha originalmente um capitão americano, mas Boyle mudou a nacionalidade para japonês após estudar as opiniões de cientistas e experts do espaço.[18] Boyle viu Sanada em O Samurai do Entardecer, e o diretor Wong Kar-wai recomendou o ator para Boyle para ter um capitão asiático na nave. O personagem de Sanada era originalmente Kanada, mas ele perguntou para Boyle se podia mudar o nome para Kaneda, um nome japonês mais natural. O personagem de Sanada é sua segunda aparição no idioma inglês no cinema, e Sanada aprendeu diferentes formas de inglês, dependendo das circunstâncias. A base do inglês de Sanada é no dialeto britânico. Ao se comunicar com outros personagens como Kaneda, Sanada fala um inglês americano acentuado para refletir a situação ficcional em que o personagem treinou com o resto da NASA.[18]
- Benedict Wong como Trey, o navegador. Boyle viu Wong em Dirty Pretty Things (2002). O personagem de Wong, Trey, é uma criança prodígio que criou um vírus de computador que contaminou um sexto dos computadores do mundo. Como resultado, Trey é recrutado pelo programa espacial para sua genialidade ser aplicada em coisas benéficas.[13]
- Chipo Chung como A Voz de Icarus', o computador de bordo da espaçonave Icarus II que processa uma interface de linguagem natural, permitindo que a tripulação faça perguntas, dê ordens e receber status de updates e perigos verbalmente, como se conversasse com um ser humano.  Por isso, a nave é o personagem major do filme. Chung foi a primeira nomeada para o papel.[19]
- Mark Strong como Pinbacker o insano capitão da Icarus I, primeira nave enviada para dar uma nova ignição no Sol. Pinbacker foi inspirado pelo personagem Sargento Pinback do filme Dark Star. Os ferimentos do ex-piloto de F1 Niki Lauda deram inspiração para a aparência do personagem. Boyle descreveu o personagem como a representação do fundamentalismo.[20] O diretor descreveu que a potencialmente irrealista presença de Pinbacker é um exemplo de quando se quebra o realismo, similar na cena de Trainspotting em que o personagem de Ewan McGregor cai em uma privada.[21]'

## Recepção
No agregador de críticas Rotten Tomatoes, que categoriza as opiniões apenas como positivas ou negativas, o filme tem um índice de aprovação de 75% calculado com base em 165 comentários dos críticos que é seguido do consenso: "Danny Boyle continua a sua descida à mente torcida de ficção científica e loucura, levando-nos para um passeio. Sunshine cumpre o duplo requisito necessário para se tornar clássico de ficção científica: visual deslumbrante com ação inteligente". Já no agregador Metacritic, com base em 34 opiniões de críticos que escrevem em maioria para a imprensa tradicional, o filme tem uma média aritmética ponderada de 64 entre 100, com a indicação de "revisões geralmente favoráveis".